# Estación de Libercourt
La estación de Libercourt es una estación ferroviaria francesa, de la línea férrea París-Lille, situada en la comuna de Libercourt, en el departamento de Paso de Calais. Por ella transitan únicamente trenes regionales. 

## Situación ferroviaria
La estación se encuentra en el punto kilométrico 231,519 de la línea férrea París-Lille.

## Historia
A diferencia de las demás estaciones de la línea no fue abierta por la Compañía de ferrocarriles del Norte con la inauguración del tramo correspondiente de la línea férrea París-Lille en 1846. Su puesta en marcha, en 1865, con unas instalaciones muy rudimentarias, fue obra de una compañía minera llamada Compañía de las Minas de Carvin. Aun así, no tardó en recalar en manos de la Compañía de ferrocarriles del Norte. 
En 1940, durante la Segunda Guerra Mundial, un tren cargado de municiones explotó destruyendo el edificio para viajeros. El hecho fue aprovechado por el ejército francés para inutilizar toda la instalación eléctrica para evitar que el ejército alemán pudiera hacer uso de él, obligándoles a usar trenes de vapor.
Entre 1997 y 2001 la estación fue totalmente renovada. Se añadió además un aparcamiento para bicicletas y monitores informativos.

## La estación
La estación está formada por un edificio de planta rectangular de escasa altura y con un diseño convencional. Posee dos vías y dos andenes laterales. El cambio de vía se realiza gracias a un paso subterráneo. Dispone de atención comercial de lunes a sábado. 

## Servicios ferroviarios

### Regionales
Los siguientes trenes regionales transitan por la estación:
- Línea Douai - Lille.
- Línea Arras - Lille.
- Línea Lens - Libercourt / Lille.
- Línea Valenciennes - Libercourt.
- Línea Libercourt - Lille.